# Венчание
 Тази статия е за християнското тайнство.  За по-общото понятие вижте Брак.  
Венчание, църковно бракосъчетание или брак е едно от църковните тайнства в християнството. Тайнството на брака или светото венчание е благословия над жениха и неговата невеста, които са изявили желание да живеят като съпруг и съпруга през целия си живот.

## Бракът в православната църква
Според православния катехизис, бракът е тайнство, в което свободно, пред свещеника и църквата, младоженецът и невестата си обещават взаимно съпружеска вярност. Техният съпружески съюз е благословен от духовния съюз на Христос с църквата, а на младото семейство се изпраща „благодат за чисто единодушие, благословено раждане и християнско възпитание на децата“. Задължително условие пред сключващите църковен брак е и мъжът, и жената да са кръстени.
Изначално бракът според християнството не подлежи на разтрогване (виж евангелие от Марк 10.2 – 12). В евангелие от Матей (19.9; 5.32.) обаче тази твърда позиция леко се смекчава, затова в православната вяра се счита, че разводът е допустим, но само при изключителни обстоятелства (като изневяра на съпругата например) и със задължителното разпореждане на епископ. Вторият брак е позволен, но множеството бракове (например четвърти) не се толерират.
В по-широк смисъл църковният брак е вид брак, който съществува заедно с гражданския брак в редица страни, включително и в България. До началото на 20 век е бил единственият вид брак в християнските държави, носещ със себе си всички юридически последици.

## Условия
Задължително условие за сключване на църковен брак в България е гражданският брак, който единствен има юридическа стойност. Във Великобритания, в Гърция, Дания, Ирландия, Испания, Италия, Норвегия, Полша и Швеция църковният брак, както и гражданският, е законен пред държавата.
В православната църква се изисква една декларация, че бракуващите „са източноправославни, че нямат помежду си родство, при което не се позволява църковен брак, и че не встъпват в пети брак“. Задължително условие е младоженците да бъдат православни християни. Ако единият от тях не е, но иска да приеме православна вяра, се налага миропомазване. Освен това са необходими венчални халки, 2 свещи и бутилка червено вино.

## История
При християните от първите векове не съществувал самостоятелен ритуал за бракосъчетание. Двойката се женела според обичая, присъщ на съответната култура и обществена група, но „в името на Господа“. Арменската апостолическа църква първа признава и налага необходимостта от църковен обред при сключването на брак. Във Византийската империя бракът дълго време се е регулирал от Римското право и представлявал нещо като писмен договор основно между гражданите от висшите съсловия. Окончателната забрана за сключване на брак без благословията на свещеник се налага по времето на император Андроник II Палеолог (1282 – 1328) и патриарх Атанасий I (1289 – 1293; 1303 – 1309).